# Bohém Ragtime Jazz Band
Bohém Ragtime Jazz Band – węgierska grupa muzyczna wykonująca muzykę ragtime, dixieland oraz swing. Zespół został założony w roku 1985 w Kecskemét.
Grupa swój pierwszy występ na żywo miała 3 marca 1985. Od tamtego czasu regularnie udziela koncertów na terenie Węgier oraz za granicą. Swój występ miała również na terenie Polski, w Szczawnicy.

## Skład zespołu[2]
- József Lebanov – trąbka
- Zoltán Mátrai – klarnet, saksofon tenorowy, saksofon altowy, saksofon barytonowy, flet
- Attila Korb – puzon, kornet, skrzydłówka, pianino, wokal
- Tamás Ittzés – pianino, skrzypce, skrzypce Stroha, wokal
- Miklós Lázár – skrzypce, wokal
- György Mátrai – banjo, gitara
- Török József – tuba, kontrabas
- Alfréd Falusi – instrumenty perkusyjne

## Dyskografia[3]
- Original Rags (1989)
- The Right One (1991)
- Just A Closer Walk With Thee (1992)
- Hungarian Rag (1994)
- 10 éves születésnapi koncert (1995)
- Some Of These Days (1996)
- Early Hungarian Jazz (1997)
- Best of Bohém 1.: BRJB with American aces (1999)
- Best of Bohém 2.: From ragtime to ragtime (1999)
- Éjjel az omnibusz tetején (2001)
- What A Wonderful Bohém World! (2002)
- Bohém live! (2003)
- Strike Up The Band (2005)
- Bohém Ragtime Jazz Band Live! (2008)
- Sound of New Orleans (2008)
- Bohém Complete 1985-2010 (2011)
- Tico-tico/Bohém Trio+1 (2011)
- Best of Bohém 30 vol. 1.: The Bohéms play Magyar (2015)
- Best of Bohém 30 vol. 2.: The Bohéms play American (2015)